# Scatonomus janssensi
Scatonomus janssensi là một loài bọ cánh cứng trong họ Bọ hung (Scarabaeidae).